# Naoki Macuda
Naoki Macuda (japonsko 松田 直樹), japonski nogometaš, 14. marec 1977, † 4. avgust 2011.
Za japonsko reprezentanco je odigral 40 uradnih tekem.